# Koppel (Stati Uniti d'America)
Koppel è una borough degli Stati Uniti d'America, nella contea di Beaver nello Stato della Pennsylvania. Secondo il censimento del 2000 la popolazione è di 856 abitanti.

## Società

### Evoluzione demografica
La composizione etnica vede una prevalenza della razza bianca (98,25%) seguita da quella afroamericana (0,47%), dati del 2000.
| borough di Koppel Popolazione |     |
| 2000                          | 856 |
| Stima al 2009                 | 769 |